# Sondra Macollins Garvin Pinto
Sondra Macollins Garvin (Santa Marta, 28 de diciembre de 1974) es una abogada penalista colombiana, escritora y  precandidata presidencial.
Ha ejercido como defensora en procesos judiciales relacionados con casos penales de notoriedad pública en el país. Entre sus representaciones se encuentran la defensa de Martín Sombra, exintegrante de las FARC, y de Carlos Lehder, exnarcotraficante vinculado al Cartel de Medellín.

## Biografía
Sondra Macollins nació en Santa Marta, Colombia, el 28 de diciembre de 1974. Cursó el bachillerato en el Liceo Femenino de Palmira y obtuvo el título de abogada en la Universidad Libre de Colombia. En 2021, realizó una especialización en derecho comparado para abogados extranjeros en la St. John's University School of Law, en Nueva York.

## Carrera profesional
Macollins ha ejercido como abogada defensora en procesos judiciales de notoriedad pública en Colombia, entre los que destacan las representaciones de Martín Sombra, exintegrante de las FARC, y de Carlos Lehder, exnarcotraficante vinculado al Cartel de Medellín.
En 2022 se postuló como candidata a la Cámara de Representantes de Colombia, enfocándose en temas de representación política y reformas al sistema judicial.
En 2025 registró un comité ciudadano ante la Registraduría Nacional del Estado Civil con el propósito de respaldar una posible candidatura a la Presidencia de la República para el período 2026–2030, hecho que fue ampliamente reseñado en medios nacionales.

## Obra
En 2024 publicó el libro El peso de la sombra, una obra de narrativa centrada en temas como la resocialización, la criminalidad y la memoria histórica, inspirada en experiencias jurídicas de su ejercicio profesional. 

## Vida personal
Es hija de la docente Nelly Pinto. Está casada con Moisés David Garvin-Hernández y tiene dos hijos.

## Publicaciones
- El peso de la sombra. Miami:published, 2024. ISBN 979-8322628668.